# Pseudotriccus pelzelni
Pseudotriccus pelzelni е вид птица от семейство Tyrannidae.

## Разпространение
Видът е разпространен в Еквадор, Колумбия, Панама и Перу.